# John Compton
John Compton (né le 29 avril 1925 à Canouan, Saint-Vincent-et-les-Grenadines et mort le 8 septembre 2007 à Castries, Sainte-Lucie), est un homme politique saint-lucien. Il est premier ministre de Sainte-Lucie de 1964 à 1979, puis de 1982 à 1996 et enfin de 2006 à sa mort. Il dirige le Parti uni des travailleurs de 1964 à 1996. C'est lui qui négocie et obtient l'indépendance complète de Sainte-Lucie par rapport au Royaume-Uni en 1979.

## Biographie
John George Melvin Compton est né en 1925 à Canouan dans la colonie de Saint-Vincent-et-les-Grenadines en le 29 avril 1925 de Ethel John, son père reste inconnu. Le  3 septembre 1939, il arrive à Sainte-Lucie à l'invitation de son oncle Mailings Compton. De 1948 à 1951, il suit des études de Droit et d'Économie, d’abord à l'Université du pays de Galles, puis à la London School of Economics. En 1951, il s'inscrit au barreau de Sainte-Lucie.
Sa carrière politique commence en 1954, quand il est élu député indépendant de Micoud et Dennery. Il est alors nommé au Conseil exécutif et prend en charge les Affaires sociales jusqu'en 1956. Cette dernière année, il rejoint alors le Parti travailliste de Sainte-Lucie et participe l'année suivante à la grève des travailleurs du sucre en 1957, pendant laquelle il est condamné à une amende pour avoir barré des routes. Il est réélu en 1957 et devient ministre du commerce et de la production en 1958. Au sein du SLP, il devient le numéro 2, derrière George Charles. En 1960, il est nommé ministre du Commerce et de l'Industrie dans le gouvernement sous George Charles, devenu Chief Minister. Il est de nouveau réélu en 1961, mais choisi de ne pas participer au gouvernement, opposé au choix des ministres. Il quitte alors le SLP et fonde le National Labour Movement. En 1964, son mouvement fusionne avec le People's Progressive Party, pour former le United Workers Party, dont il prend la tête.
Le nouveau parti gagne les élections générales de 1964, et John Compton devient le second ministre en chef de Sainte-Lucie. Il occupe la tête du gouvernement de Sainte-Lucie pendant quinze ans et négocie l'indépendance progressive de la colonie. En 1967, Sainte-Lucie devient un État associé du Royaume-Uni et Compton devient alors Premier ministre. En 1968, il se marie avec Barbara Janice Clarke dont il a eu cinq enfants. Après la nouvelle victoire de l'UWP aux élections générales de 1974, il demande l’indépendance de Sainte-Lucie et l'obtient le 22 février 1979. Mais il perd les élections générales suivantes et devient alors le Chef de l'opposition aux gouvernements dirigés par le Parti travailliste de Sainte-Lucie.
Il revient au pouvoir en 1982, à la suite de la victoire de son parti aux élections générales et remporte les élections suivantes en 1987 et 1992, avant de laisser la place en 1996 à son successeur désigné, Vaughan Lewis. À la tête du gouvernement, il mène une politique farouchement anti-communiste et pro-américaine, tout en essayant de favoriser l'intégration régionale caribéenne. après avoir démissionné du gouvernement, il commence une carrière de consultant juridique, tout en gardant un œil sur la vie politique. En 1997, il est élevé au titre de Chevalier commandeur de l'Ordre de l'Empire britannique (KBE) par la Reine Élisabeth II.
En 2005, il reprend la tête de l'UWP contre son successeur Vaughan Lewis qui avait perdu les élections générales de 1997 et 2001. Il remporte ensuite les élections générales de 2006 et devient pour la troisième fois Premier ministre. Mais le 1er mai 2007, il doit être hospitalisé à New York pendant trois mois. Il revient à Sainte-Lucie, mais meurt le 8 septembre 2007 à Castries. Il est remplacé au poste de Premier ministre par Stephenson King.